# 频谱

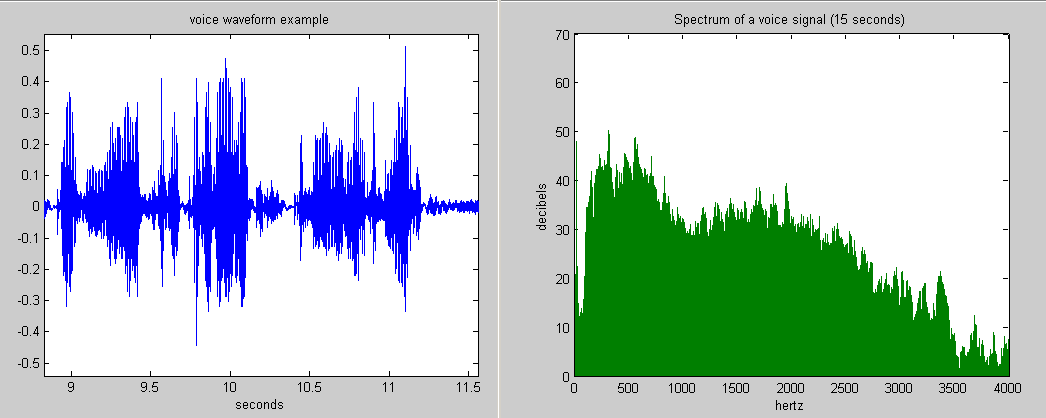
一個聲音信號（左圖）及其對應的頻譜（右圖）

谱（spectrum）是一种物理情境或现象，其数值不限于一组特定的值，而是可在一段连续区中无间隔地变化。谱的性质又依其是否具连续性或周期性，分为连续谱、离散谱。
頻譜（frequency spectrum）是指一個時域的信號在頻域下的表示方式，可以針對信號進行傅立葉變換而得，所得的結果會是分別以振幅及相位為縱軸，頻率為橫軸的兩張圖，不過有時也會省略相位的資訊，只有不同頻率下對應振幅的資料。有時也以「振幅頻譜」表示振幅隨頻率變化的情形，「相位頻譜」表示相位隨頻率變化的情形。
簡單來說，頻譜可以表示一個訊號是由哪些頻率的弦波所組成，也可以看出各頻率弦波的大小及相位等資訊。

## 簡介
信號若隨著時間變化，且可以用振幅來表示，都有其對應的頻譜。包括可見光（顏色）、音樂、無線電波、振動等都有這様的性質。當這些物理現象用頻譜表示時，可以提供一些此信號產生原因的相關資訊。例如針對一個儀器的振動，可以藉由其振動訊號頻譜的頻率成份，推測振動是由哪些元件所造成。

## 一些訊號的频谱

### 可見光

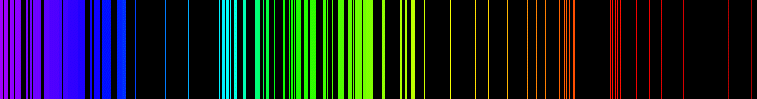
鐵在可見光部份的發射光譜

光源由不同的顏色所組成，各顏色的光有不同的頻率，所佔的比例可能也有不同。三棱镜透過折射的方式，將不同頻率的光折射到不同的位置，因此可以看到不同顏色的光。同樣的也可以將一般光源用三棱镜處理，投映出连续的或不连续的彩色光带。光帶的顏色表示其頻率，而明暗可表示其比例的多寡，這就是光的頻譜，一般稱為光譜。若所有頻率的顏色含量都一様，其合成的顏色會是白色，而其振幅對應頻率的頻譜會是一條水平線。因此一般會將頻譜為水平線的訊號以「白色」來稱呼。

### 聲音
音源也可以由許多不同頻率的聲音組成。不同頻率會刺激耳朵中對應的接收器。若主要的刺激只有一個頻率，我們就可以聽到其音高，音源的音色會由聲音訊號的頻譜中，其他頻率的部份來決定，也就是所謂泛音。一般會稱為「噪音」的聲音，其中會包括許多不同頻率。若聲音的頻譜是一條水平線，則稱為白雜訊或白噪音，此詞也可常用在其他型式的信號及頻譜。

### 廣播及通訊
在廣播及通訊的領域中，頻譜會由許多不同的訊號來源共享。每個廣播電台及電視台所傳送訊號的頻率均需在各自指定的範圍內，稱為「頻道」。當許多廣播同時發送訊號時，各個頻道上有各自獨立的資訊，廣播的頻譜即為所有個別頻道訊號的總和，分佈在很廣的頻率範圍內。任何一個廣播接收器只能接收到單一的電壓對時間訊號，因此會使用LC電路來選擇單一的頻道或頻率範圍，然後將接收到的資訊解調變，得到需要的資訊。若將接收器各頻率下訊號的強弱對應頻率繪圖，所得的就是其接收訊號的頻譜。

## 頻譜分析

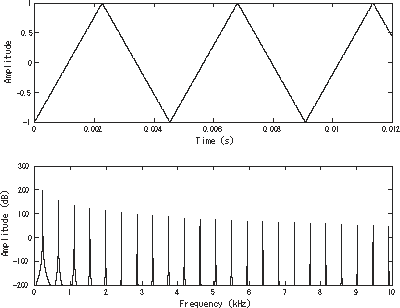
一個三角波在時域（上圖）及頻域（下圖）的圖形。三角波的基頻為220Hz。

頻譜分析是一種將複雜訊號分解為較簡單訊號的技術。許多物理訊號均可以表示為許多不同頻率簡單訊號的和。找出一個訊號在不同頻率下的資訊（可能是振幅、功率、強度或相位等）的作法就是頻譜分析。
頻譜分析可以對整個訊號進行。不過有時也會將訊號分割成幾段，再針對各段的訊號進行頻譜分析。周期函數（例如{\displaystyle sin(t)}）最適合只考慮一個週期的訊號來進行頻譜分析。傅立葉分析中有許多分析非週期函數時需要的數學工具。
一個函數的傅立葉變換包括了原始訊號中的所有資訊，只是表示的型式不同。因此可以用反傅立葉變換重組原始的訊號。若要完整的重組原始訊號，需要有每個頻率下的振幅及其相位，這些資訊可以用二維向量、複數、或是極座標下的大小及角度來表示。在訊號處理中常常考慮振幅的平方，也就是功率，所得的就是功率譜密度。
實際上，大部份的儀器及軟體都用快速傅立葉變換來產生頻譜的訊號。快速傅立葉變換是一種針對取樣訊號計算離散傅里葉變換的數學工具，可以近似傅立葉變換的結果。
隨機性訊號（或雜訊）的傅立葉變換也是隨機性的。需要利用一些取平均值的方式來得到其頻率分佈（frequency distribution）。一般來說會將資料依一定的時間分段，將各段資料進行傅立葉變換，再將轉換後的振幅或振幅平方（振幅平方較常用）平均，以得到傅立葉變換的平均值。在處理取様的時域資料時，常用上述的作法，配合離散傅立葉變換來處理，這種處理方式稱為Welch法（Welch's method）。若所得的頻譜是平的，此訊號會視為「白雜訊」，不過許多訊號在時域下看似雜訊，卻可以藉由這樣的處理方式得到一些頻域的資訊。

## 音樂的聲學特性

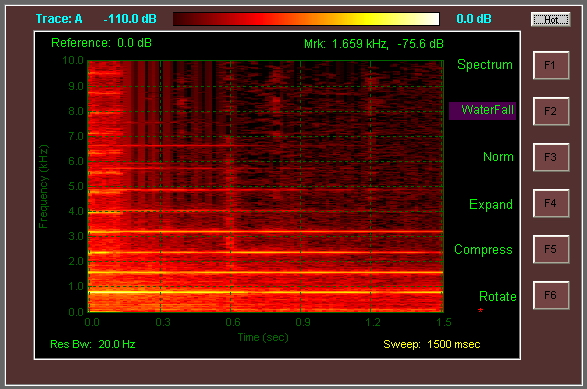
由鋼琴演奏G音的聲學时频谱，縱軸表示頻率，由0Hz線性增加到10 kHz，而橫軸表示1.5秒的時間區間, 由Fatpigdog的PC軟體Real Time FFT Spectrum Analyzer產生。點擊此處可以聽到鋼琴的G音：

音樂的頻譜是決定音色的要素之一，是指不同頻率的諧波及泛音相對於基頻（也就是音高）的強度。但实际上用得更多的是时频谱。时频谱不但能将讯号分解，还能显示出各信号成分随时间的变化情况。頻譜分析儀可以將输入的音樂訊號轉換為其組成頻率的圖像，并显示出这些组分随时间如何起伏变化。这种圖像稱為聲學时频谱。以軟體為主的聲音頻譜分析儀只需很低的價格即可購得，一般而言也可達到令人滿意的結果。由頻譜分析儀產生的頻譜圖可以提供音樂的声波标记图（acoustic signature）。頻譜圖可以看出其基頻及泛音，也可以用用來分析樂器的起音、衰减、延音及释音（即ADSR），應用在音樂合成上。

## 參看
- 电磁波频谱
- 光谱
- 倒頻譜：將頻譜取對數後再進行傅立葉變換所得的「頻譜」。